# 獵戶座U
獵戶座U，又名BD+20 1171a，HD 39816、SAO 77730、HR 2063，是獵戶座的一颗恒星，视星等为5.4，位于銀經188.72，銀緯-2.49，其B1900.0坐标为赤經5h 49m 52.8s，赤緯+20° -2.49′ 29″。